# Le Gambit du magicien
Le Gambit du magicien (titre original : Magician's Gambit en anglais) est le troisième volume de la saga de David et Leigh Eddings, la Belgariade.

## Résumé
Après s'être échappé de la Nyissie, Garion et ses compagnons traversent le Maragor afin de rejoindre l’Algarie. Le voyage n’est pas sans danger et Garion manque de tomber sous l'emprise des fantômes des Marags, le peuple disparu du Dieu Mara. Le groupe rejoint finalement les plaines fertiles algaroises et se dirige vers le Val, où le Dieu Aldur, le maître de Belgarath, Polgara et de la fraternité des sorciers, les attend.
Garion et ses amis découvrent le mystérieux arbre du Val qui subjugue Ce'Nedra qui, comme toute dryade, développe de manière innée une affinité avec l'arbre. Ils font également la rencontre des autres sorciers de la fraternité : Beldin et les jumeaux Belkira et Beltira.
C'est également là que Garion va accepter peu à peu le fait qu'il est un sorcier. Il commence à exercer ses pouvoirs de son plein gré en tentant de les contrôler, ce qui se révèle un échec sans enseignement : il se retrouve enfoui jusqu'à la taille en tentant de déplacer une pierre.
Apprenant que l'Orbe d'Aldur a été emmenée au Cthol Murgos, le groupe décide d'aller le récupérer en prenant la précaution de laisser Ce'Nedra à la garde du Gorim, l'homme saint des Ulgos, dans les grottes d'Ulgolande. Ils récupèrent également un nouveau compagnon : Relg, un fanatique ulgo qui pense être l'élu du dieu UL pour désigner le successeur du Gorim.
Ensemble, ils vont s'introduire sur les terres du roi des Murgos et se rendre dans le repaire de Ctuchik, l'un des trois disciples de Torak, le Dieu-Dragon. C’est en effet Ctuchik qui possède l’Orbe d’Aldur volée que pourtant nul ne peut toucher, sous peine d’être anéanti par sa puissance. La seule personne qui semble capable de la porter sans risque est un jeune garçon que Ctuchik a enlevé.
Belgarath et Ctuchik s’affrontent en duel et ce dernier est détruit en commettant une erreur fatale : voulant empêcher à tout prix que l’Orbe ne lui échappe, il tente de la détruire par la magie en utilisant le Vouloir et le Verbe. Le vieux sorcier ressort très affaibli de ce duel, dont la puissance provoque l’effondrement de la tour dans laquelle ils se trouvaient. Le groupe s’enfuit avec l’Orbe et Mission, le jeune garçon baptisé ainsi à cause du seul mot qu’il sait prononcer. Dans leur fuite à travers les grottes, Garion et ses amis récupèrent un nouveau compagnon de route : la jeune et belle Taïba, une ancienne esclave qui semble être la dernière descendante du peuple Marag.